# 47 ронін (фільм)
«47 Ронін» (англ. 47 Ronin) — американський фентезійний бойовик режисера Карла Рінша, що вийшов 2013 року. У головних ролях знімалися Кіану Рівз, Рінко Кікучі та Асано Таданобу. Стрічка показує вигадані події реальної групи 47 самураїв-ронінів.
Сценаристами стрічки є Кріс Морґан і Хоссейн Аміні, продюсерами — Памела Ебді, Ерік Маклеод і Скотт Стюбер.
Прем'єра фільму відбулася 6 грудня 2013 року в Японії. В український кінопрокат він вийшов 2 січня 2014 року.
Автор українського перекладу — Сергій SKA Ковальчук.

## Сюжет
47 самураїв, після того, як було вбито їхнього господаря, дали клятву помститися за його смерть. Для того, щоб їх не помітили, роніни розчинилися серед люду і почали готувати свій план помсти.

## У ролях
| Актор               | Персонаж                                      | Роль                                  |
| ------------------- | --------------------------------------------- | ------------------------------------- |
| Кіану Рівз          | Каї (англ. Kai)                               | вигнанець, що приєднується до ронінів |
| Хіроюкі Санада      | Кураносуке Оїші (англ. Kuranosuke Oishi)      | лідер ронінів                         |
| Асано Таданобу      | Лорд Кіра (англ. Lord Kira)                   | вбивця хана Ако                       |
| Рінко Кікучі        | Мізукі (англ. Mizuki)                         | слуга Лорда Кіра                      |
| Ко Шібасакі         | Міка (англ. Mika)                             | донька вбитого хана Ако               |
| Кері-Хіроюкі Тагава | Токуґава Цунайосі (англ. Tokugawa Tsunayoshi) | сьоґун                                |
| Джін Аканіші        | Шікара Оїші (англ. Chikara Oishi)             | син Кураносуке Оїші                   |

## Сприйняття

### Критика
Станом на 11 листопада 2013 року рейтинг очікування фільму на сайті Rotten Tomatoes становив 97 % зі 9,247 голосів, на Kino-teatr.ua — 82 % (11 голосів).
Фільм отримав змішані відгуки: Rotten Tomatoes дав оцінку 12 % на основі 66 відгуків від критиків (середня оцінка 4,1/10) і 55 % від глядачів із середньою оцінкою 3,4/5 (46,323 голоси). Загалом на сайті фільми має негативний рейтинг, фільму зарахований «гнилий помідор» від кінокритиків і «розсипаний попкорн» від глядачів, Internet Movie Database — 6,6/10 (22 343 голоси), Metacritic — 29/100 (21 відгук критиків) і 6,3/10 від глядачів (183 голоси). Загалом на цьому ресурсі від критиків фільм отримав негативні відгуки, а від глядачів — позитивні.

### Касові збори
Під час показу в Україні, що стартував 2 січня 2014 року, протягом першого тижня фільм показали у 109 кінотеатрах і він зібрав 1,266,053 $, що на той час дозволило йому зайняти 2 місце серед усіх прем'єр. Станом на 2 лютого 2014 року показ стрічки тривав 4 тижні і за цей час стрічка зібрала 2,525,771 $.
Під час показу у США, що розпочався 25 грудня 2013 року, протягом першого тижня фільм показали у 2 689 кінотеатрах і він зібрав 9 869 000 $, що на той час дозволило йому зайняти 9 місце серед усіх прем'єр. Станом на 3 лютого 2014 року показ фільму триває 40 дні (5,6 тижня). За цей час фільм зібрав у прокаті у США 38 286 000 доларів США (за іншими даними 38 285 940 $), а у решті світу 92 000 000 доларів США (за іншими даними 83 763 680 $), тобто загалом 130,286,000  доларів США (за іншими даними 122 049 620 $) при бюджеті 175 млн $.